# Premier League 2009/2010
Premier League 2009/2010 var den 18:e säsongen av Premier League. Serien startade den 15 augusti 2009 och avslutades den 9 maj 2010. 20 lag spelade i serien, och Manchester United var regerande mästare efter att ha vunnit säsongen 2008/2009. Mästare blev Chelsea efter att ha slagit Manchester United i båda matcherna.
Nykomlingar inför säsongen är Wolverhampton, Birmingham City och Burnley som alla flyttades upp från The Championship förra säsongen. De ersätter Newcastle, Middlesbrough och West Bromwich som flyttades ned från Premier League förra säsongen.

## Tabell
| Nr | Lag                     | S  | V  | O  | F  | GM  | IM | MS  | P  |
| -- | ----------------------- | -- | -- | -- | -- | --- | -- | --- | -- |
| 1  | Chelsea                 | 38 | 27 | 5  | 6  | 103 | 32 | +71 | 86 |
| 2  | Manchester United       | 38 | 27 | 4  | 7  | 86  | 28 | +58 | 85 |
| 3  | Arsenal                 | 38 | 23 | 6  | 9  | 83  | 41 | +42 | 75 |
| 4  | Tottenham Hotspur       | 38 | 21 | 7  | 10 | 67  | 41 | +26 | 70 |
| 5  | Manchester City         | 38 | 18 | 13 | 7  | 73  | 45 | +28 | 67 |
| 6  | Aston Villa             | 38 | 17 | 13 | 8  | 52  | 39 | +13 | 64 |
| 7  | Liverpool               | 38 | 18 | 9  | 11 | 61  | 35 | +26 | 63 |
| 8  | Everton                 | 38 | 16 | 13 | 9  | 60  | 49 | +11 | 61 |
| 9  | Birmingham City         | 38 | 13 | 11 | 14 | 38  | 47 | −9  | 50 |
| 10 | Blackburn Rovers        | 38 | 13 | 11 | 14 | 41  | 55 | −14 | 50 |
| 11 | Stoke City              | 38 | 11 | 14 | 13 | 34  | 48 | −14 | 47 |
| 12 | Fulham                  | 38 | 12 | 10 | 16 | 39  | 46 | −7  | 46 |
| 13 | Sunderland              | 38 | 11 | 11 | 16 | 48  | 56 | −8  | 44 |
| 14 | Bolton Wanderers        | 38 | 10 | 9  | 19 | 42  | 67 | −25 | 39 |
| 15 | Wolverhampton Wanderers | 38 | 9  | 11 | 18 | 32  | 56 | −24 | 38 |
| 16 | Wigan Athletic          | 38 | 9  | 9  | 20 | 37  | 79 | −42 | 36 |
| 17 | West Ham United         | 38 | 8  | 11 | 19 | 47  | 66 | −19 | 35 |
| 18 | Burnley                 | 38 | 8  | 6  | 24 | 42  | 82 | −40 | 30 |
| 19 | Hull City               | 38 | 6  | 12 | 20 | 34  | 75 | −41 | 30 |
| 20 | Portsmouth              | 38 | 7  | 7  | 24 | 34  | 66 | −32 | 19 |

Noter
Portsmouth bestraffades med ett poängavdrag på nio (9) poäng av FA då en förvaltare från den brittiska skattemyndigheten tagit över klubben.
Färger i tabell

## Skytteligan
| Nr | Spelare            | Lag               | Mål |
| -- | ------------------ | ----------------- | --- |
| 1  | Didier Drogba      | Chelsea           | 29  |
| 2  | Wayne Rooney       | Manchester United | 26  |
| 3  | Darren Bent        | Sunderland        | 24  |
| 4  | Frank Lampard      | Chelsea           | 22  |
| 5  | Carlos Tevez       | Manchester City   | 22  |
| 6  | Jermain Defoe      | Tottenham Hotspur | 18  |
| 7  | Fernando Torres    | Liverpool         | 18  |
| 8  | Francesc Fabregas  | Arsenal           | 15  |
| 9  | Emmanuel Adebayor  | Manchester City   | 14  |
| 10 | Gabriel Agbonlahor | Aston Villa       | 13  |

## Arenor
| Lag                     | Plats              | Arena                      | Kapacitet |
| ----------------------- | ------------------ | -------------------------- | --------- |
| Manchester United       | Manchester         | Old Trafford               | 76 212    |
| Arsenal                 | London             | Emirates Stadium           | 60 355    |
| Sunderland              | Sunderland         | Stadium of Light           | 49 000    |
| Manchester City         | Manchester         | City of Manchester Stadium | 47 726    |
| Liverpool               | Liverpool          | Anfield                    | 45 362    |
| Aston Villa             | Birmingham         | Villa Park                 | 42 640    |
| Chelsea                 | London             | Stamford Bridge            | 42 055    |
| Everton                 | Liverpool          | Goodison Park              | 40 170    |
| Tottenham Hotspur       | London             | White Hart Lane            | 36 240    |
| West Ham United         | London             | Boleyn Ground              | 35 303    |
| Blackburn Rovers        | Blackburn          | Ewood Park                 | 31 367    |
| Birmingham City         | Birmingham         | St Andrews                 | 30 009    |
| Wolverhampton Wanderers | Wolverhampton      | Molineux                   | 29 303    |
| Bolton Wanderers        | Bolton             | Reebok Stadium             | 28 723    |
| Stoke City              | Stoke-on-Trent     | Britannia Stadium          | 28 383    |
| Fulham                  | London             | Craven Cottage             | 27 000    |
| Hull City               | Kingston upon Hull | KC Stadium                 | 25 404    |
| Wigan Athletic          | Wigan              | DW Stadium                 | 25 138    |
| Burnley                 | Burnley            | Turf Moor                  | 22 546    |
| Portsmouth              | Portsmouth         | Fratton Park               | 20 688    |

## Tränarbyten
| Lag              | Tränare      | Typ av avgång              | Datum för vakans | Position i tabellen | Ersatt av       | Datum för utnämningen | Position i tabellen |
| ---------------- | ------------ | -------------------------- | ---------------- | ------------------- | --------------- | --------------------- | ------------------- |
| Chelsea          | Guus Hiddink | Slut på kontraktet         | 30 maj 2009      | 3 (2008/2009)       | Carlo Ancelotti | 1 juli 2009           | Försäsongen         |
| Portsmouth       | Paul Hart    | Avskedad                   | 24 november 2009 | 20                  | Avram Grant     | 26 november 2009      | 20                  |
| Manchester City  | Mark Hughes  | Avskedad                   | 19 december 2009 | 6                   | Roberto Mancini | 19 december 2009      | 6                   |
| Bolton Wanderers | Gary Megson  | Avskedad                   | 30 december 2009 | 18                  | Owen Coyle      | 8 januari 2010        | 18                  |
| Burnley          | Owen Coyle   | Värvad av Bolton Wanderers | 8 januari 2010   | 14                  | Brian Laws      | 13 januari 2010       | 14                  |
| Hull City        | Phil Brown   | Avskedad                   | 15 mars 2010     | 19                  | Iain Dowie      | 17 mars 2010          | 19                  |

## Ägarbyten
| Klubb           | Ny ägare                      | Tidigare ägare                | Datum           |
| --------------- | ----------------------------- | ----------------------------- | --------------- |
| Sunderland      | Ellis Short                   | Drumaville Consortium         | 27 maj 2009     |
| West Ham United | CB Holding                    | Björgólfur Guðmundsson        | 8 juni 2009     |
| Portsmouth      | Sulaiman Al-Fahim             | Alexandre Gaydamak            | 26 augusti 2009 |
| Birmingham City | Grandtop International        | David Sullivan och David Gold | 6 oktober 2009  |
| Portsmouth      | Ali al-Faraj                  | Sulaiman Al-Fahim             | 6 oktober 2009  |
| West Ham United | David Sullivan och David Gold | CB Holding                    | 19 januari 2010 |
| Portsmouth      | Balram Chainrai               | Ali al-Faraj                  | 4 februari 2010 |

## Årets lag
| \| Målvakt \| Målvakt \| \| ------------------ \| ----------------- \| \| Joe Hart \| Birmingham City \| \| Försvarare \| \| \| Branislav Ivanović \| Chelsea \| \| Thomas Vermaelen \| Arsenal \| \| Richard Dunne \| Aston Villa \| \| Patrice Evra \| Manchester United \| \| Mittfältare \| \| \| Antonio Valencia \| Manchester United \| \| Cesc Fàbregas \| Arsenal \| \| Darren Fletcher \| Manchester United \| \| James Milner \| Aston Villa \| \| Anfallare \| \| \| Didier Drogba \| Chelsea \| \| Wayne Rooney \| Manchester United \| | Rooney Drogba MilnerFletcher FàbregasValencia EvraVermaelen DunneIvanović Hart |
| Målvakt |                                                                                |
| Joe Hart | Birmingham City                                                                |
| Försvarare |                                                                                |
| Branislav Ivanović | Chelsea                                                                        |
| Thomas Vermaelen | Arsenal                                                                        |
| Richard Dunne | Aston Villa                                                                    |
| Patrice Evra | Manchester United                                                              |
| Mittfältare |                                                                                |
| Antonio Valencia | Manchester United                                                              |
| Cesc Fàbregas | Arsenal                                                                        |
| Darren Fletcher | Manchester United                                                              |
| James Milner | Aston Villa                                                                    |
| Anfallare |                                                                                |
| Didier Drogba | Chelsea                                                                        |
| Wayne Rooney | Manchester United                                                              |